# University College London
Das University College London (kurz: UCL) wurde 1826 gegründet und ist eines der beiden Gründungsmitglieder der Universität London. Das UCL ist Mitglied der Russell-Gruppe und eine der renommiertesten Universitäten der Welt.
Mit 46.830 Studierenden war das College im Studienjahr 2021/2022 die größte Präsenzuniversität und nach der Open University die zweitgrößte Hochschule in Großbritannien. Mit 13.070 Angestellten hatte es den zweitgrößten Personalstand (nach der University of Oxford) der britischen Hochschulen, und mit 7385 Akademikern die meisten wissenschaftlichen Angestellten. Innerhalb der Russell-Gruppe ist es zusammen mit der Universität Oxford, der Universität Cambridge, der LSE, dem Imperial College und dem King’s College London Teil des sogenannten Golden triangle, einer Gruppe von prestigeträchtigen britischen Traditionsuniversitäten. Es hat einen jährlichen Umsatz von über 1,5 Milliarden £ und steuert mehr als 40 % der Forschungsgelder der Russell-Gruppe bei. Sein Stiftungskapital gehört zu den fünf größten aller Londoner Universitäten. Es ist weiterhin Mitglied der Association of Commonwealth Universities.
Der Hauptteil des Colleges ist im zentralen Londoner Stadtteil Bloomsbury an der Gower Street zu finden. Die U-Bahn-Stationen Euston, Euston Square, Warren Street, Goodge Street und Russell Square liegen in der Nähe.

## Geschichte

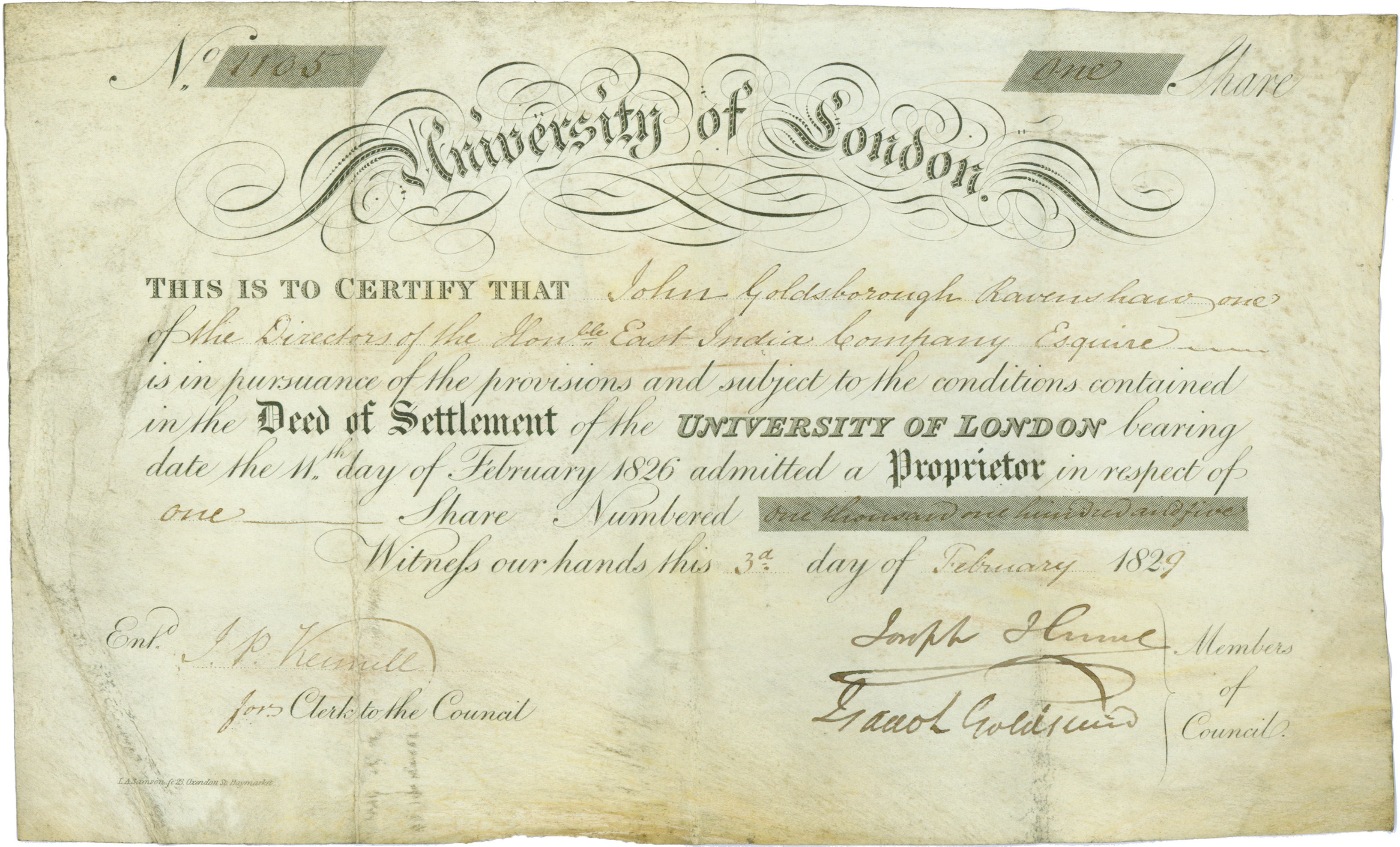
Aktie der University of London vom 3. Februar 1829

Das UCL wurde am 11. Februar 1826 unter dem Namen „University of London“ gegründet und war als Alternative zu den streng religiösen Universitäten von Oxford und Cambridge gedacht. Häufig wird behauptet, dass die University of London nach Oxford und Cambridge die drittälteste Universität Englands sei. Die Hochschule wurde jedoch erst 1836 gesetzlich anerkannt und erhielt damit das Recht, akademische Grade zuzusprechen. Gleichzeitig wurde sie in den noch heute gültigen Namen University College London umbenannt. Noch vor diese gesetzliche Anerkennung des UCL fallen die Gründungen des King’s College London 1829 und der Universität Durham (1832). Das King’s College London gehört heute zusammen mit dem UCL zur University of London.
Das UCL war die erste Hochschule Englands, an der Studierende ungeachtet ihrer Rasse, Religion oder politischen Anschauung studieren konnten. Möglicherweise war sie auch die erste Hochschule Englands, die Studierende aller Geschlechter akzeptierte (die Universität Bristol behauptet dasselbe von sich – da beide Hochschulen Studierende zu akademischen Graden der University of London zugelassen haben, ist es möglich, dass dies zeitgleich geschehen ist). Das UCL war außerdem die erste Hochschule Englands, die eine Studentenorganisation eingerichtet hat (Männer und Frauen waren dabei bis 1945 jeweils getrennt) und auch die erste, die Lehrstühle in den folgenden Fächern besetzte: Industrielle Chemie, Chemie, Ägyptologie, Elektrotechnik, Englisch, Französisch, Geographie, Deutsch, Italienisch, Papyrologie, Phonetik, Psychologie und Zoologie.
1907 wurde die ursprüngliche University of London wiederhergestellt und viele der Hochschulen, einschließlich des UCLs, verloren ihren gesonderten Status. Dies bestand bis 1977, als in einer neuen Urkunde die Unabhängigkeit des UCLs festgehalten wurde.

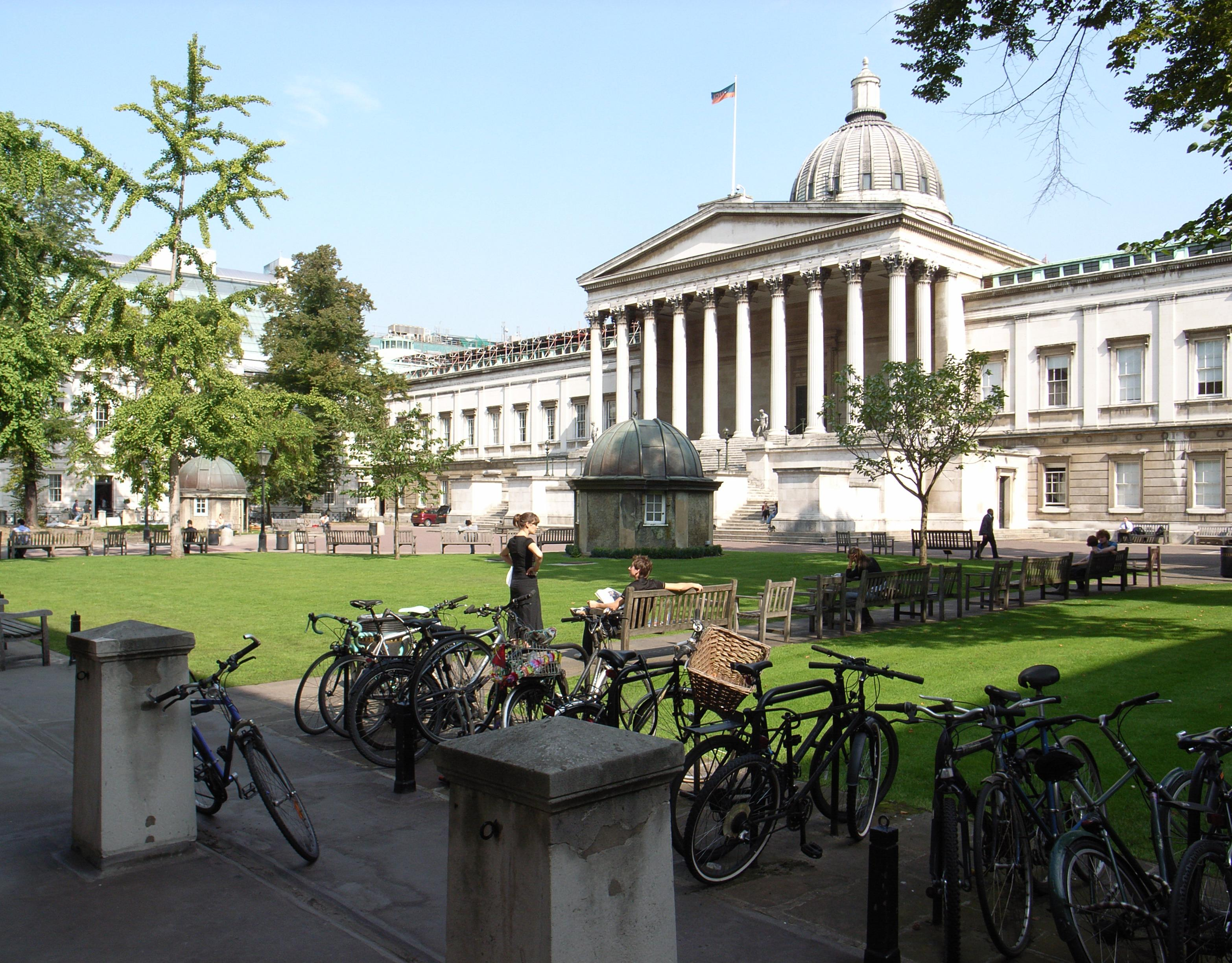
Der vordere Eingangsbereich

1973 wurde das UCL die erste internationale Verbindung zum ARPANET, dem Vorläufer des heutigen Internets.
Im August 1998 wurde die medizinische Schule des UCL mit der The Royal Free Hospital Medical School zusammengeschlossen, um die neue Royal Free and University College Medical School zu schaffen.
Auch heute noch hat das UCL einen streng säkularen Charakter und anders als bei den meisten anderen britischen Universitäten gibt es auf dem Campus weder eine christliche Kapelle noch muslimische Gebetsräume. Wegen dieses Grundsatzes ist das UCL auch als „the godless institution of Gower Street“ bekannt, d. h. auf Deutsch „die gottlose Einrichtung an der Gower Street“. Trotzdem umfasst die Studentenorganisation des UCL (University College London Union) auch religiöse Gruppen. Von 2006 bis 2007 war Umar Farouk Abdulmutallab, der Ende 2009 durch einen gescheiterten Sprengstoffanschlag auf ein Passagierflugzeug bekannt wurde, Präsident der islamischen Gesellschaft der Studentenorganisation.
Die Studentenorganisation des UCL hat dieselben Prinzipien wie das UCL und es ist ihr konstitutionell untersagt, sich an eine politische Partei zu binden. Die relativ unpolitische Einstellung des UCL lässt sich dem Umstand zuschreiben, dass Kandidaten für Ämter nicht auf Parteikarten werben können, und steht im Gegensatz zu nahe gelegenen Einrichtungen wie der London School of Economics and Political Science. Man kann diese Einstellung aber auch mit sozialen und kulturellen Tendenzen der Studierendenschaft und der Universitätsleitung in Zusammenhang bringen.
Die Bibliothek des UCL ist berühmt; ihre Sammlung schließt eine Erstausgabe von Newtons bedeutendem Werk „Philosophiae Naturalis Principia Mathematica“ ein.
Im Oktober 2002 wurde eine Zusammenschließung des UCL mit dem Imperial College London angekündigt. Diese Fusion wurde von den Mitarbeitern wie auch von der Studentenorganisation als Übernahme des UCL durch das Imperial College interpretiert und daher abgelehnt. Was zur Verärgerung des Personals und der Studentenschaft beigetragen hat, war ihre als ungenügend empfundene Miteinbeziehung, bevor der Antrag zur Fusionierung gestellt wurde. Bei einer Dringlichkeitssitzung, die von der University College London Union einberufen worden war, stürmte der damalige Dekan Derek Roberts aus dem Bloomsbury-Theater und weigerte sich, einem Sprecher zuzuhören, der sich der Fusion entgegensetzte. Er selbst hatte kurz vorher eine Rede für die Fusion gehalten. Einen Monat später, nach einer energischen Kampagne, wurden die Pläne zur Zusammenlegung aufgegeben.
Am 1. August 2003 übernahm Professor Malcolm Grant das Amt des Präsidenten und Dekans (Direktor des UCL) von Sir Derek Roberts. Dieser war aus dem Ruhestand zurückgerufen worden, um übergangsweise das Amt des Dekans zu besetzen. Kurz nach seiner Amtseinführung 2004 begann das UCL die „Campaign for UCL“, zu deutsch: Kampagne für das UCL. Diese Kampagne zielte darauf ab, Geldmittel in Höhe von 300 Millionen Pfund aufzubringen und richtete sich an ehemalige und aktuelle Mitglieder und Gönner der Hochschule. Diese Art der aktiven Spendenwerbung ist traditionell eher unüblich für britische Universitäten und ähnelt den an amerikanischen Universitäten gängigen Methoden der Finanzierung.
Eine Geschichte des University College London von 1828 bis 2004 wurde von John A. North und Negley Harte unter dem Titel The World of UCL veröffentlicht.

## Ranking und Ansehen
Das UCL ist eine der renommiertesten Universitäten der Welt. Es ist durchwegs in den Top 5 der League Tables of British Universities aufgeführt, d. h. der Aufstellungen über die Leistungen der einzelnen britischen Universitäten.
In den weltweiten Rankings belegt es 2022 den 8. Platz (QS Rankings), den 18. Platz (THE Rankings), und den 17. Platz (Shanghai Ranking). Im THE-QS World Ranking von 2012/2013 konnte sogar der 4. Platz weltweit und der 2. Platz europaweit erreicht werden. Im QS World University Ranking 2014/2015 teilte sich das UCL gemeinsam mit der University of Oxford den 5. Platz.
In Europa liegt das UCL nach den Universitäten von Oxford und Cambridge sowie dem Imperial College auf dem 4. Platz.

## Zahlen zu den Studierenden und den Mitarbeitern
Im Studienjahr 2022/2023 nannten sich von den 51.810 Studenten des University College London 31.860 weiblich (61,5 %) und 19.855 männlich (38,3 %). 
Von den 45.715 Studenten 2020/2021 waren 27.120 weiblich (59,3 %) und 18.555 männlich (40,6 %). 21.625 Studierende (47,3 %) kamen aus England, 245 aus Schottland, 345 aus Wales, 110 aus Nordirland, 5.410 aus der EU (11,8 %) und 17.945 (39,3 %) aus dem Nicht-EU-Ausland. 21.775 der Studierenden (47,6 %) strebten ihren ersten Studienabschluss an, sie waren also undergraduates. 23.940 (52,4 %) arbeiteten auf einen weiteren Abschluss hin, sie waren postgraduates. Davon waren 5.990 in der Forschung tätig, das waren mehr als an allen anderen britischen Universitäten. Das UCL hatte 2020/2021 14.955 Mitarbeiter, davon 9.100 wissenschaftliche.
Von den 41.095 Studenten des Studienjahres 2019/2020 waren 24.525 weiblich und 16.555 männlich. 2014/2015 waren es 16.220 Frauen und 13.725 Männer gewesen und insgesamt 29.945 Studierende. 2019/2020 kamen 20.225 Studierende aus England, 245 aus Schottland, 330 aus Wales und 4.880 aus der EU. 19.715 waren undergraduates, 21.380 waren postgraduates.

## Alumni und Persönlichkeiten

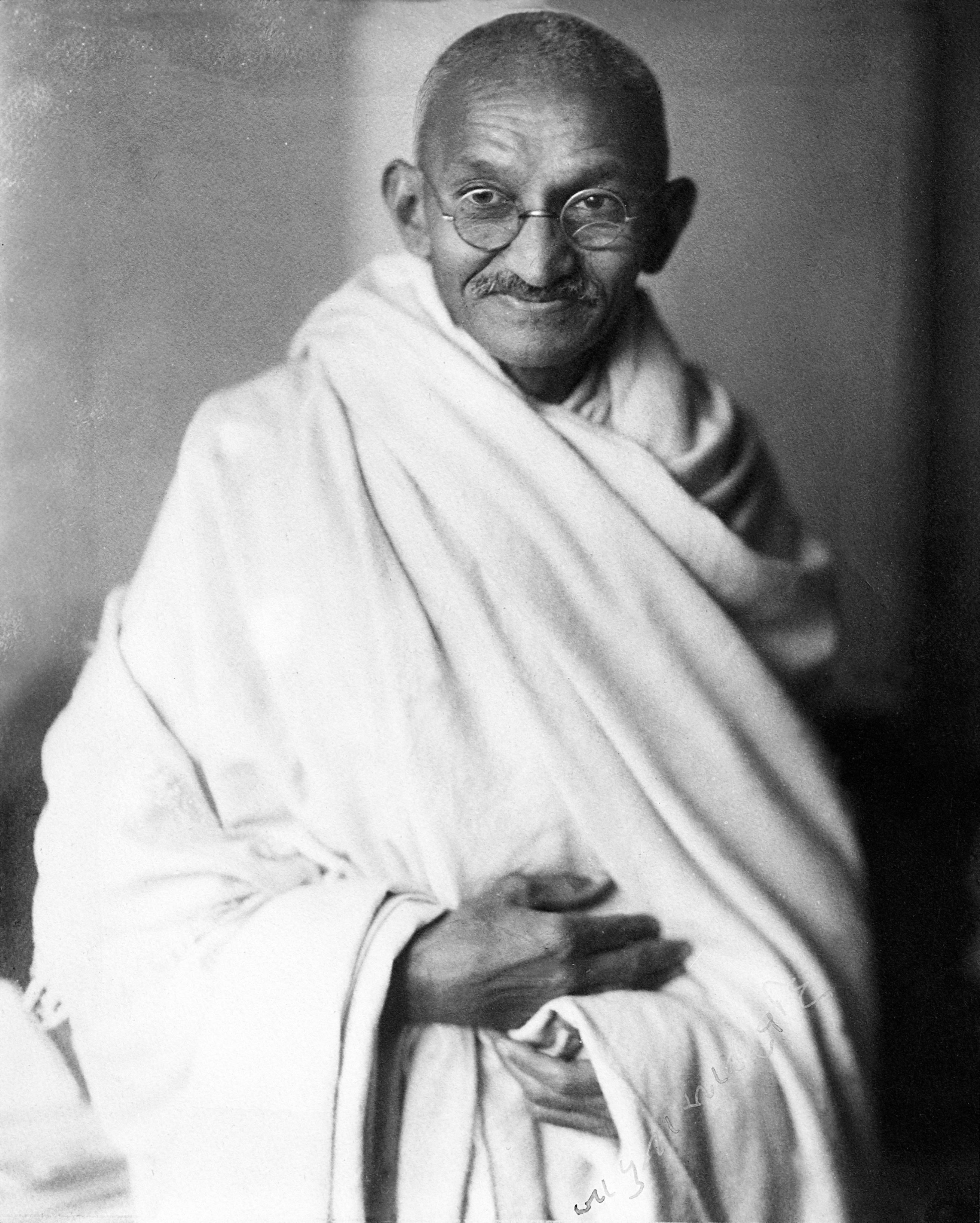
Mahatma Gandhi, indischer Politiker und religiöser Führer
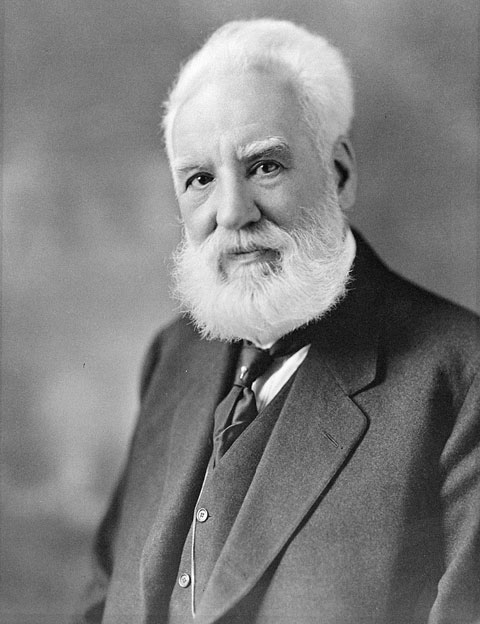
Alexander Graham Bell, britischer Sprechtherapeut, Erfinder und Großunternehmer
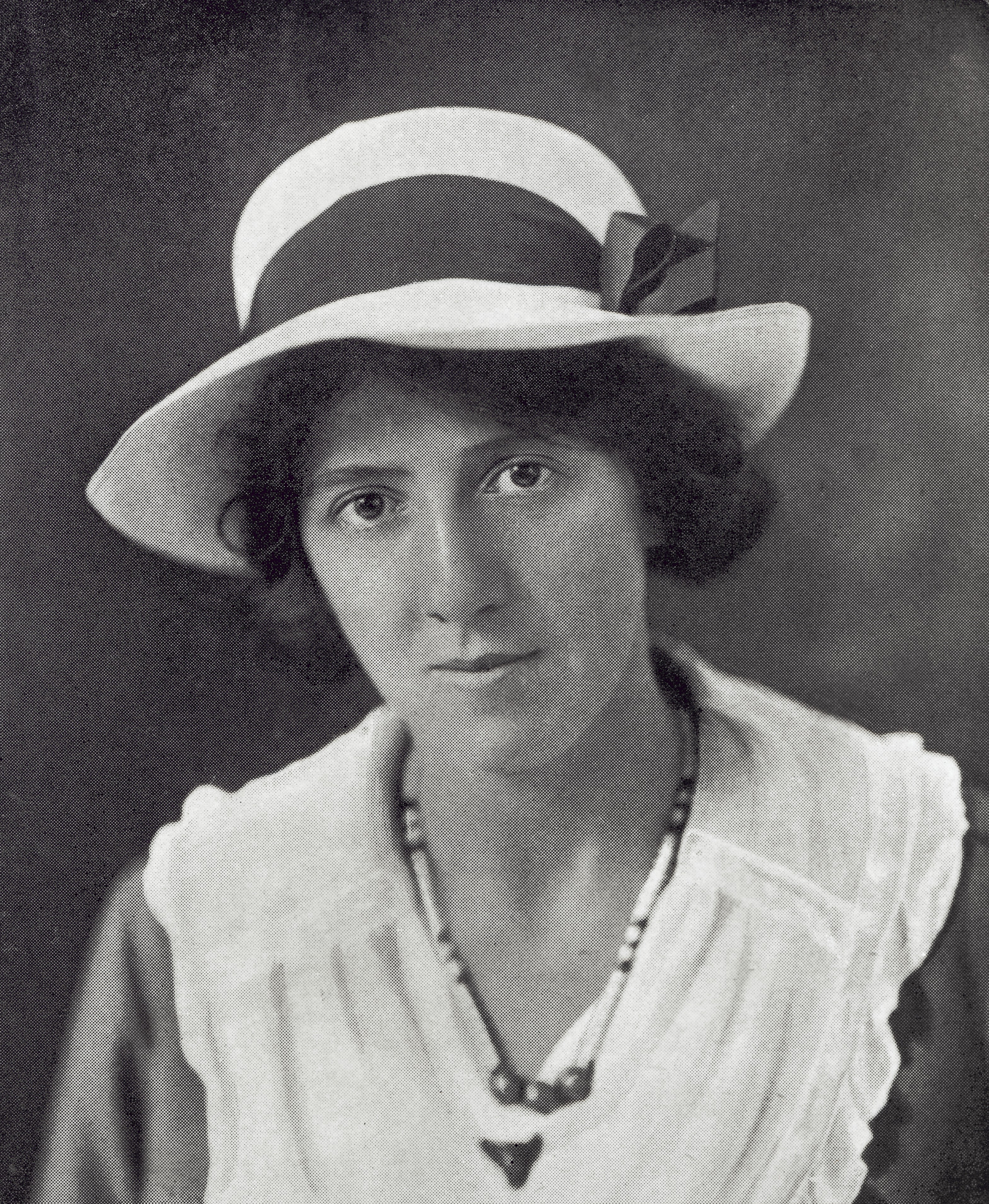
Marie Stopes, schottische Botanikerin und Frauenrechtlerin
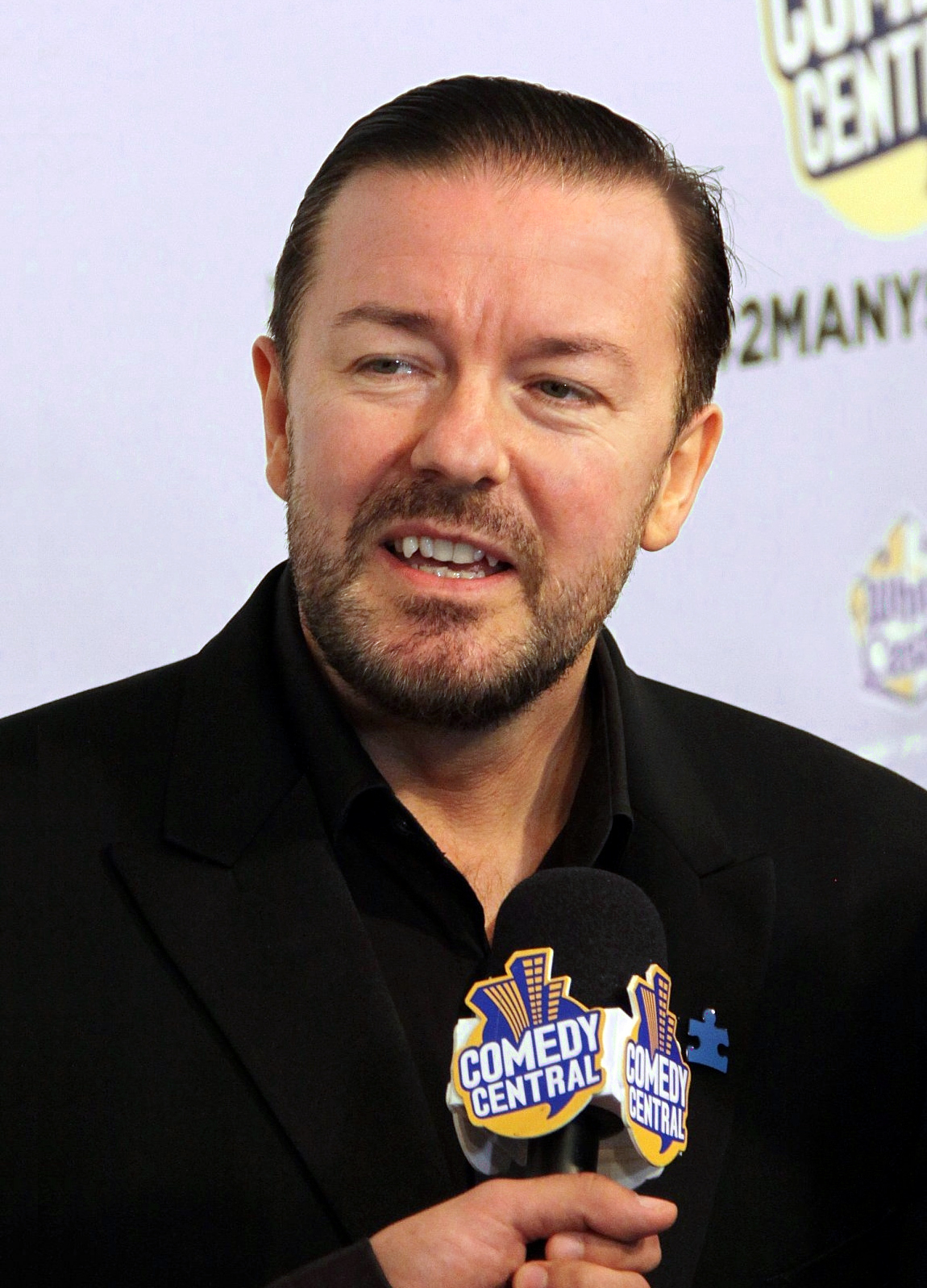
Ricky Gervais, britischer Comedian, Radiomoderator und Schauspieler
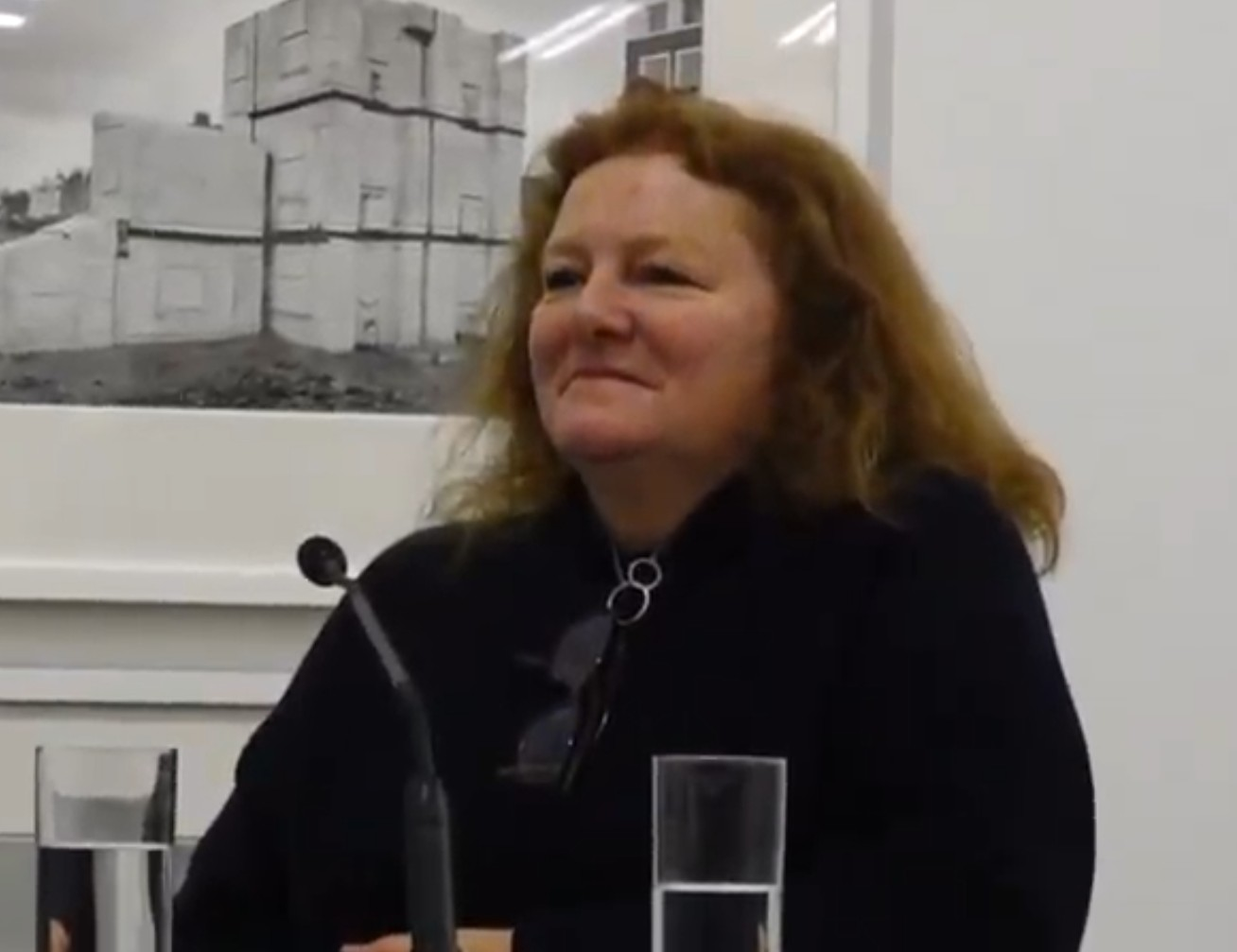
Rachel Whiteread, englische Bildhauerin und erste Turner-Preisträgerin
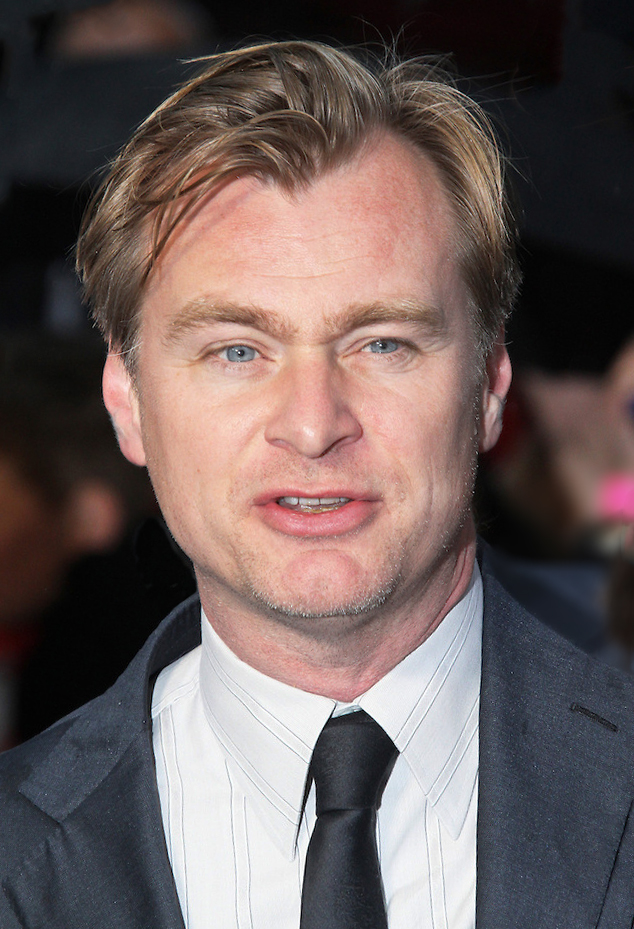
Christopher Nolan, britisch-US-amerikanischer Regisseur und Filmproduzent

Die Liste der Alumni umfasst eine Vielzahl weltweit anerkannter Persönlichkeiten, die von Mahatma Gandhi bis zur kompletten Besetzung der Gruppe Coldplay reicht. Berühmte Schriftsteller sind unter anderem Robert Browning, Raymond Briggs und Gilbert Keith Chesterton.
Die Gruppe der Mediziner, Naturwissenschaftler und Ingenieure umfasst z. B.
John Beddoe,
Alexander Graham Bell,
John Ambrose Fleming,
Francis Crick,
Colin Chapman,
Roger Penrose und
John Maynard Smith.
Herausragend sind auch spätere Politiker, wie der erste Premierminister Japans, Hirobumi Itō, oder in jüngerer Vergangenheit Jun’ichirō Koizumi. Weitere Absolventen der Universität sind Chaim Herzog, ehemaliger israelischer Präsident und Jomo Kenyatta, Gründungsvater von Kenia. Berühmte Alumni der Rechtswissenschaften umfassen die Vorsitzenden der Obersten Gerichtshöfe von England (Lord Harry Woolf), Hongkong (Sir Yang Ti-liang), Indien (Justice A.S. Anand) und Ghana (Samuel Azu Crabbe) ebenso wie die Attorneys General von England (Lord Goldsmith, Baroness Scotland), Singapur (Tan Boon Teik; Chao Hick Tin) und Gambia (Hassan Bubacar Jallow). Die indonesische Medizinprofessorin und -forscherin Adi Utarini studierte hier das Fach Maternal and Child Health.
Das UCL beschäftigt die größte Zahl an Wissenschaftlern unter allen britischen Universitäten. Unter den derzeitigen Mitarbeitern befinden sich 35 Mitglieder der Royal Society, 27 Mitglieder der British Academy und 77 Mitglieder der Academy of Medical Sciences. Alle natürlich vorkommenden Edelgase wurden am UCL durch Sir William Ramsay entdeckt, welcher Leiter des Chemiebereiches war. Die Liste der Alumni und Forscher des UCL umfasst bislang 30 Nobelpreisträger und drei Empfänger der Fields-Medaille:
- Sir William Ramsay (1852–1916) – 1904 Chemie
- Rabindranath Tagore (1861–1941) – 1913 Literatur
- Sir William Henry Bragg (1862–1942) – 1915 Physik
- Frederick Soddy (1877–1956) – 1921 Chemie
- Archibald Vivian Hill (1886–1977) – 1922 Physiologie oder Medizin
- Owen Willans Richardson (1879–1959) – 1928 Physik
- Sir Frederick Gowland Hopkins (1861–1947) – 1929 Physiologie oder Medizin
- Sir Henry Hallett Dale (1875–1968) – 1936 Physiologie oder Medizin
- Otto Hahn (1879–1968) – 1944 Chemie
- Sir Robert Robinson (1886–1975) – 1947 Chemie
- Gabriel Bach (1927–2022) – 1949 Jura
- Vincent du Vigneaud (1901–1978) – 1955 Chemie
- Jaroslav Heyrovský (1890–1967) – 1959 Chemie
- Peter Medawar (1915–1987) – 1960 Physiologie oder Medizin
- Francis Crick (1916–2004) – 1962 Physiologie oder Medizin
- Andrew Fielding Huxley (1917–2012) – 1963 Physiologie oder Medizin
- Bernard Katz (1911–2003) – 1970 Physiologie oder Medizin
- Ulf Svante von Euler (1905–1983) – 1970 Physiologie oder Medizin
- Sir James Black (1924–2010) – 1988 Physiologie oder Medizin
- Bert Sakmann (* 1942) – 1991 Physiologie oder Medizin
- Martin Evans (* 1941) – 2007 Physiologie oder Medizin
- John O’Keefe (* 1939) – 2014 Physiologie oder Medizin
- Klaus Friedrich Roth (1925–2015) – Fields-Medaille 1958
- Alan Baker (1939–2018) – Fields-Medaille 1970
- William Timothy Gowers (* 1963) – Fields-Medaille 1998
- Roger Penrose (* 1931) – 2020 Physik (Schwarze Löcher)

## Gebäude und Einrichtungen

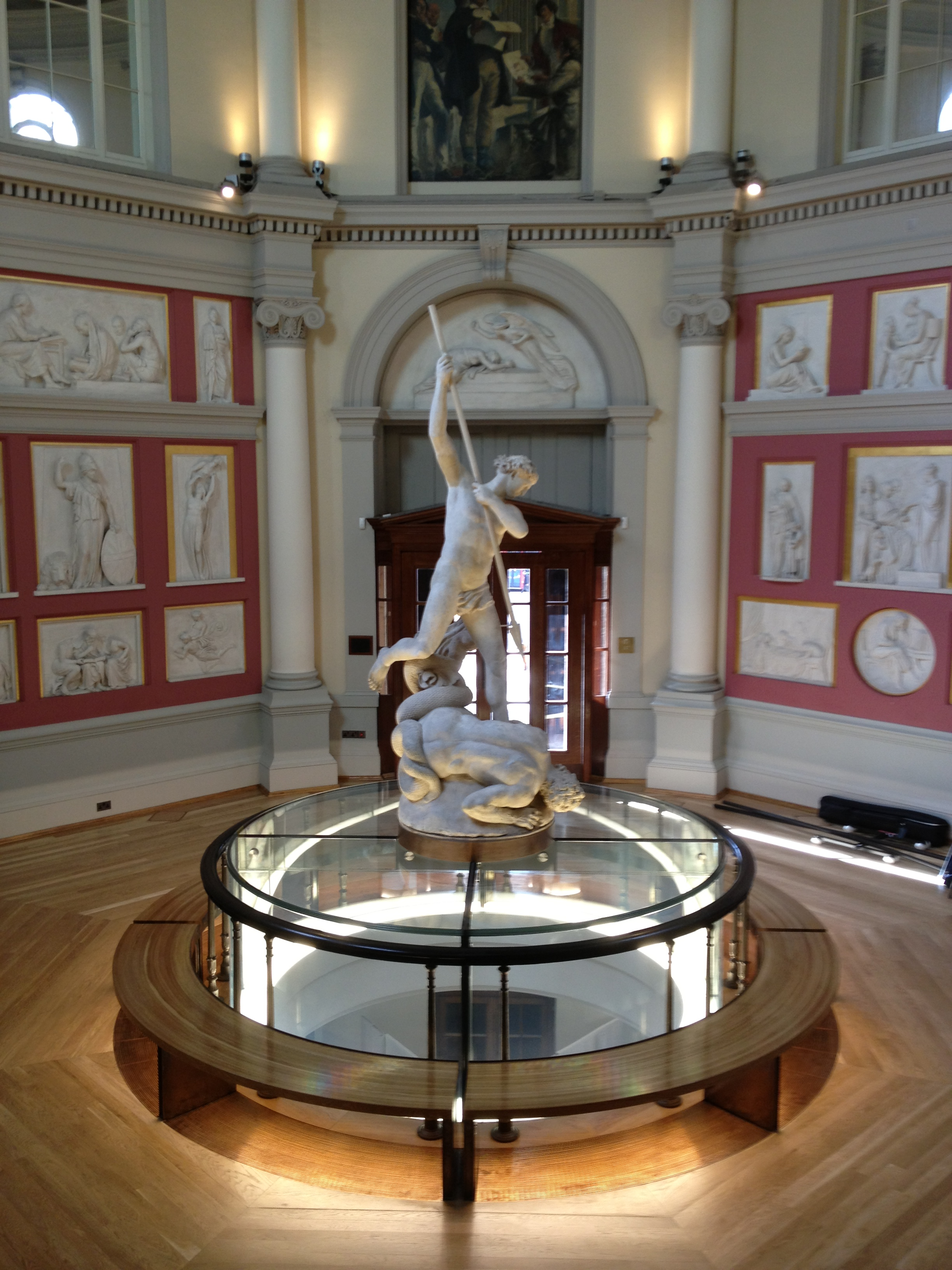
Die Flaxman-Galerie der Hauptbibliothek

Die Gebäude des UCL sind in ihrer Architektur vielfältig und spiegeln alle Stilrichtungen seit der Universitätsgründung wider. Neben dem im Wesentlichen bereits 1828 errichteten, endgültig aber erst 1985 komplettierten Hauptgebäude, zählen dazu Gebäude aus viktorianischer Zeit und moderne Bauten, wie das neue University College Hospital. Die meisten Gebäude konzentrieren sich dabei im und um den UCL-Hauptcampus in Bloomsbury, während einige weiter entfernt zu finden sind (z. B. in Hampstead). Zu den neuesten Gebäuden zählen das London Centre for Nanotechnology (LCN) und der Neubau der School of Slavonic and East European Studies (SSEES), welcher im Oktober 2005 durch Princess Anne und den Präsidenten der Tschechischen Republik, Václav Klaus, eröffnet wurde.
Die meisten Fakultäten und Departments des UCL genießen national und international höchstes Ansehen. Darunter sind das Mullard Space Science Laboratory als bedeutendstes britisches Forschungszentrum für Raumfahrt und Satellitenmissionen, „The Bartlett“, eine der besten und entsprechend dem „Architecture-Journal“ mit Abstand renommiertesten Architekturschulen des Landes und die berühmte Slade School of Fine Art. Darüber hinaus unterstehen der Universität eine Reihe von öffentlich zugänglichen Museen und Sammlungen, wie das Petrie Museum of Egyptian Archaeology, das Grant Museum of Zoology And Comparative Anatomy und verschiedene Kunst-, Geologie und Archäologiesammlungen.
Das UCL betreibt zudem das UCL-Bloomsbury, einen mit 535 Plätzen ausgestatteten öffentlichen Konzert- und Veranstaltungssaal auf dem Campus.

## Weiteres
Das UCL ist eines der Gründungsmitglieder der ersten internationalen Blockchain für die Wissenschaft bloxberg.
Gemeinsam mit der Universität Oxford, dem Imperial College London, der University of Cambridge und der London School of Economics and Political Science bildet das University College London die sogenannte Gruppe der G5-Universitäten.